# Блаудсун, Микаэль
Микаэль Блаудсун (дат. Michael Blaudzun; род. 30 апреля 1973, в Хернинге, Дания)  — датский профессиональный шоссейный велогонщик. Двукратный чемпион Дании в групповой гонке (1994, 2004). Трёхкратный чемпион Дании в индивидуальной гонке (2001, 2003, 2005).

## Достижения
1993
1-й  Чемпион Дании — Командная гонка с раздельным стартом
1994
1-й  Чемпион Дании — Групповая гонка
3-й Чемпионат Дании — Командная гонка с раздельным стартом
1996
1-й - Тур Швеции — Генеральная классификация
1-й - Тур Рейнланд-Пфальца — Генеральная классификация
1-й — Этап 5b
2-й - Тур Лимузена
3-й Чемпионат Дании — Индивидуальная гонка
1998
1-й  Чемпион Дании — Командная гонка с раздельным стартом
1-й - Post Cup
1999
1-й - Хералд Сан Тур — Генеральная классификация
1-й — Этап 13 (ИГ)
1-й - Пролог Dekra Open Stuttgart
5-й - Тур Германии — Генеральная классификация
2000
2-й Чемпионат Дании — Индивидуальная гонка
5-й - Тур Германии — Генеральная классификация
2001
1-й  Чемпион Дании — Индивидуальная гонка
1-й - Hessen-Rundfahrt
3-й Чемпионат Дании — Групповая гонка
10-й Чемпионат мира — Индивидуальная гонка
2002
2-й Чемпионат Дании — Групповая гонка
3-й Чемпионат Дании — Индивидуальная гонка
2003
1-й  Чемпион Дании — Индивидуальная гонка
2004
1-й  Чемпион Дании — Групповая гонка
2005
1-й  Чемпион Дании — Индивидуальная гонка
1-й - Гран-при Хернинга
2-й - Тур Британии — Генеральная классификация
5-й - Энеко Тур — Генеральная классификация
2006
1-й — Этап 1b Международная неделя Коппи и Бартали (КГ)
1-й — Этап 5 Джиро д’Италия (КГ)
1-й — Эйндховенская командная гонка с раздельным стартом (КГ) (в составе  Team CSC)
2007
1-й — Эйндховенская командная гонка с раздельным стартом (КГ) (в составе  Team CSC)
3-й Чемпионат Дании — Индивидуальная гонка

## Статистика выступлений

### Гранд-туры
| Гранд-тур                 | 1998 | 1999 | 2000 | 2001 | 2002 | 2003 | 2004 | 2005 | 2006 | 2007 | 2008 |
| ------------------------- | ---- | ---- | ---- | ---- | ---- | ---- | ---- | ---- | ---- | ---- | ---- |
| Джиро д’Италия            | —    | —    | —    | —    | —    | —    | —    | 73   | 96   | НФ   | 62   |
| Тур де Франс              | —    | —    | НФ   | 84   | —    | 45   | —    | —    | —    | —    | —    |
| (c 2010 ) Вуэльта Испании | НФ   | —    | —    | —    | —    | —    | —    | —    | —    | НФ   | 82   |

| —  | Не участвовал  |
| НФ | Не финишировал |